# Natalie Pluskota
Natalie Ann Pluskota (ur. 2 listopada 1989 w Newnan) – amerykańska tenisistka.
W przeciągu kariery zwyciężyła w czterech deblowych turniejach rangi ITF. 8 lipca 2013 roku zajmowała najwyższe miejsce w rankingu singlowym WTA Tour – 478. pozycję. Natomiast 16 września 2013 osiągnęła najwyższą pozycję w rankingu deblowym – 157. miejsce.

## Wygrane turnieje rangi ITF
| turnieje z pulą nagród 100 000 $ |
| turnieje z pulą nagród 75 000 $  |
| turnieje z pulą nagród 50 000 $  |
| turnieje z pulą nagród 25 000 $  |
| turnieje z pulą nagród 15 000 $  |
| turnieje z pulą nagród 10 000 $  |

### Gra podwójna
|    | Data       | Turniej    | Naw.   | Partnerka         | Przeciwniczki                       | Wynik          |
| 1. | 17/07/2011 | Atlanta    | Twarda | Alexandra Cercone | Alexandra Hirsch Amanda McDowell    | 7:5, 4:6, 6:4  |
| 2. | 21/10/2012 | Rock Hill  | Twarda | Jacqueline Cako   | Hsu Chieh-yu Chiara Scholl          | 6:2, 6:3       |
| 3. | 11/11/2012 | Phoenix    | Twarda | Jacqueline Cako   | Eugenie Bouchard Ulrikke Eikeri     | 6:3, 2:6, 10–4 |
| 4. | 20/07/2014 | Evansville | Twarda | Brooke Austin     | Catherine Harrison Mary Weatherholt | 6:4, 3:6, 11–9 |